# El espíritu del lince
El espíritu del lince. Iberia contra Cartago es una novela del escritor valenciano Javier Pellicer.
Se trata de una novela histórica centrada en la vida de Icorbeles el Edetano, un guerrero íbero del siglo III a. C.

## Argumento
Mientras  cartagineses y romanos se enfrentan en la primera guerra púnica, en Iberia, una sacerdotisa profetiza un gran destino para el recién nacido Icorbeles. Cuando, años después, una Cartago derrotada vuelva sus ansias conquistadoras hacia Iberia, Icorbeles tendrá que luchar contra los cartagineses para defender su patria.
De este modo, la novela refleja los sucesos que dieron origen a la segunda guerra púnica, desde el punto de vista de los íberos, mostrándolos a través de los ojos del protagonista. Algunos escenarios donde transcurre la acción son poblaciones ibéricas como Edeta (Liria), Arse (Sagunto), Saiti (Játiva) o Ilici (Elche), y Cartago, la desaparecida ciudad africana. Entre los episodios históricos importantes que relata se encuentran la batalla de Helike (que el autor sitúa en la actual Elche de la Sierra) y el Sitio de Sagunto, siendo este el punto álgido de la novela.

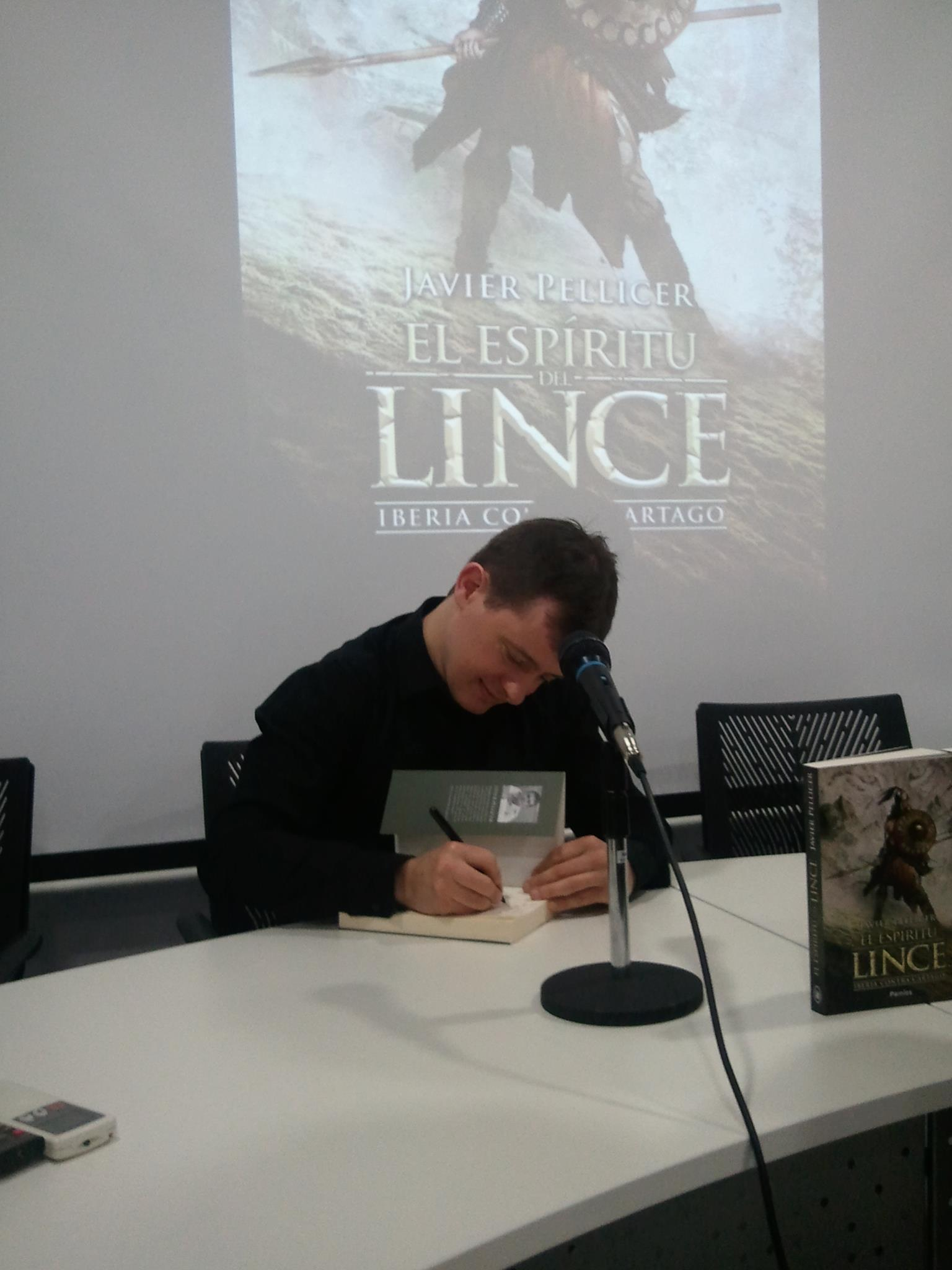
El autor presentando la obra en su localidad natal Benigánim (27-4-2012)